# Małgorzata Sobieraj
Małgorzata Sobieraj, od 2005 do 2011 Ćwienczek,  (ur. 16 października 1982 r., w Strzelinie) – polska łuczniczka, olimpijka z Aten i Pekinu, mistrzyni Europy. Córka Stanisława i Urszuli (z d. Żygadło).
W latach 1996–2001 należała do klubu sportowego OSiR Strzelin i MLKS Czarna Strzała Bytom 2001–2012, z którym odnosiła największe sukcesy sportowe, a od 2012 r. jest związana z klubem PTG Sokół Radom. Jej trenerami byli Zdzisław Kaczorowski i Henryk Patlewicz.
W 2001 r. ukończyła Liceum Ekonomiczne w Ludowie Polskim k. Strzelina. Następnie rozpoczęła studia w chorzowskim Wydziale Zamiejscowym Wyższej Szkoły Bankowej w Poznaniu. Ma córkę Oliwię (2005).

## Osiągnięcia sportowe
- 2001 - 7. miejsce podczas Mistrzostw Świata na torach otwartych w Pekinie (drużynowo);
- 2001 - 2. miejsce podczas Mistrzostw Polski;
- 2002 - 2. miejsce podczas Mistrzostw Polski;
- 2003 - 2. miejsce podczas Mistrzostw Polski;
- 2003 - 5. miejsce podczas Mistrzostw Świata na torach otwartych w Nowym Jorku (drużynowo);
- 2003 - 20. miejsce podczas Mistrzostw Świata na torach otwartych w Nowym Jorku (indywidualnie);
- 2004 - 29. miejsce (27. w rundzie eliminacyjnej) podczas Igrzysk Olimpijskich w Atenach (wielobój indywidualny);
- 2004 - 15. miejsce (4. w rundzie eliminacyjnej) podczas Igrzysk Olimpijskich w Atenach (wielobój drużynowy - razem z Iwoną Dzięcioł-Marcinkiewicz i Justyną Mospinek);
- 2004 - 7. miejsce podczas Mistrzostw Europy na torach otwartych w Brukseli (indywidualnie);
- 2004 - 3. miejsce podczas Mistrzostw Europy na torach otwartych w Brukseli (drużynowo, razem z Iwoną Dzięcioł-Marcinkiewicz i Justyną Mospinek);
- 2005 - 26. miejsce podczas Halowych Mistrzostw Świata w Aalborgu (indywidualnie);
- 2005 - 3. miejsce podczas Halowych Mistrzostw Świata w Aalborgu (drużynowo, razem z Izabelą Niemiec i Kariną Lipiarską);
- 2005 - brązowy medal podczas Halowych Mistrzostw Polski;
- 2006 - 7. miejsce podczas Mistrzostw Europy na torach otwartych w Atenach (indywidualnie);
- 2006 - 3. miejsce podczas Mistrzostw Europy na torach otwartych w Atenach (drużynowo, razem z Iwoną Dzięcioł-Marcinkiewicz i Justyną Mospinek);
- 2007 - 5. miejsce podczas Mistrzostw Świata (drużynowo);
- 2008 - złoty medal mistrzostw Europy (drużynowo).

Podczas Igrzysk Olimpijskich w Pekinie (2008) w wieloboju drużynowym zajęła 6. miejsce (razem z Iwoną Marcinkiewicz i Justyną Mospinek)..